# Fannia clara
Fannia clara är en tvåvingeart som beskrevs av Collin 1939. Fannia clara ingår i släktet Fannia och familjen takdansflugor. Arten är reproducerande i Sverige. Inga underarter finns listade i Catalogue of Life.